# Консервативен либерализъм
Консервативният либерализъм е разновидност на либерализма, съчетаваща либералните ценности и политики с консервативни позиции, или по-просто казано, представител на дясното крило в либералните движения. Корените на консервативния либерализъм могат да бъдат намерени в началото на историята на либерализма: до двете световни войни, в повечето европейски страни на политическата класа се формира от консервативни либерали, от Германия до Италия.